# 李小燕 (1973年)
李小燕（1973年—），重庆人，苗族。教师，第十一届全国人民代表大会重庆市代表。
毕业于中共四川省委党校经济管理专业。任重庆市黔江区民族职业教育中心教师、教务科副科长、教研室副主任。2008年起任全国人大代表。